# Гессен, Сергей Михайлович
Сергей Михайлович Гессен (1898, Батум — 30 октября 1937, Минск) — советский партийный и хозяйственный деятель, известный «красный журналист». Ответственный редактор журнала «Крокодил». Ответственный секретарь КИМа, член Президиума Исполкома Коминтерна (1924—1925). Сторонник левой оппозиции. Расстрелян в 1937 году, реабилитирован посмертно (1958).

## Биография
Родился в Батуми в 1898 году. Отец — банковский работник, из купеческой семьи.
Закончил реальное училище в Петрограде (1916). Тогда же вступил в РСДРП(б). Учился на историко-филологическом факультете Петербургского университета (1916 — 2.1917: исключён). За участие в революционной работе неоднократно арестовывался в 1916—1917 гг. на короткие сроки. В 1917 году — член бюро Нарвско-Петергофского районного комитета РСДРП(б), по март 1918 год — секретарь Нарвского районного комитета РСДРП(б), затем член бюро Петроградского губернского комитета РКП(б), начальник политотдела 7-й армии, начальник Петроградского отделения Главного политического управления Народного комиссариата путей сообщения, заведующий Военным отделом Петроградского губернского комитета РКП(б), председатель Петроградского бюро Союза транспортных рабочих. Участвовал в обороне Петрограда от войск Н. Н. Юденича и в подавлении Кронштадтского мятежа.
С конца 1921 года по середину 1924 года — журналист: ответственный редактор газеты «Коммуна» (Самара), затем член редакционной коллегии, ответственный редактор «Рабочей газеты», ответственный редактор журнала «Крокодил», заведующий Агитационно-пропагандистским отделом Уральского областного комитета РКП(б) и ответственный редактор газеты «Уральский рабочий».
Был ответственным секретарем КИМа (1924—1925), членом президиума Исполкома Коминтерна (1924—1925), в 1925—1926 годах заведовал отделом агитации и пропаганды ЦК КП(б) Белорусской ССР. Затем в 1926 году редактор Государственного издательства ССР Белоруссия, а с декабря 1926 года — заместитель прокурора и прокурор Тамбовской губернии. В 1924—1926 годах активный сторонник левой оппозиции.
18 декабря 1927 года исключён из ВКП(б) (22 июня 1928 года восстановлен).
В 1928—1929 годах — председатель Социально-культурного сектора, член Президиума Государственной плановой комиссии при СНК Дагестанской АССР. С 1930 года в Смоленске: заведующий Сельскохозяйственным сектором, председатель Западной областной плановой комиссии, заведующий экономической кафедрой Смоленского коммунистического университета. В 1932—1933 годах заместитель председателя Западной областной плановой комиссии. В 1933—1934 годах — уполномоченный Наркомата тяжёлой промышленности СССР по Западной области.
До ареста проживал: Смоленск, Социалистическая ул., д.6, кв. 10.
После убийства С. М. Кирова 9 декабря 1934 года арестован по обвинению в «подпольной антисоветской деятельности», исключён из ВКП(б). Этапирован в Москву. 16 января 1935 года осуждён ВКВС СССР к шести годам лишения свободы по делу т н. «Московского центра» (дело Г. Е. Зиновьева, Л. Б. Каменева, И. П. Бакаева, А. С. Куклина и др.). Отбывал срок в Верхнеуральском политизоляторе.
Будучи осужденным вторично арестован 7 декабря 1936 года по обвинению в «к.-р. террористической деятельности». Этапирован из Верхнеуральского политизолятора в Москву, затем в Минск. Внесен в Сталинский расстрельный список от 21 октября 1937 года («Белорусская ССР») по 1-й категории («за» Сталин, Молотов, Каганович, Ворошилов, Микоян).
30 октября 1937 года осужден к ВМН выездной сессией ВКВС СССР в Минске (ст. 63-1а, 69, 70, 76 УК БелССР).
Расстрелян в тот же день. Место захоронения — спецобъект НКВД Белорусской ССР «Куропаты».
Реабилитирован посмертно ВКВС СССР 11 октября 1958 года.

## Семья
- Отец — российский юрист Михаил Исидорович Гессен (1872—1937), соавтор «Энциклопедии банкового дела» (СПб, 1904).
- Сестра — Ирина Михайловна Гессен (1903—1994), была замужем за фармакологом Василием Васильевичем Закусовым; оба были арестованы в ходе Дела врачей.
- Дядя — Юлий Исидорович Гессен, историк, литератор, автор научных работ по истории еврейского народа.
- Двоюродный брат — журналист Д. Ю. Гессен.